# Agapetus iridis
Agapetus iridis är en nattsländeart som beskrevs av Ross 1944. Agapetus iridis ingår i släktet Agapetus och familjen stenhusnattsländor. Inga underarter finns listade i Catalogue of Life.